# Mr. Marley
Mr. Marley to debiutancki album jamajskiego artysty reggae Damiana Marleya wydany 9 września 1996 roku nakładem wytwórni Lightyear Entertainment.
Płyta została wyprodukowana przez brata Damiana, Stephena Marleya i zadebiutowała na 2. miejscu notowania Top Reggae Albums.

## Lista utworów
Opracowano na podstawie źródła.
| #  | Tytuł                        | Sample                                                      | Czas |
| -- | ---------------------------- | ----------------------------------------------------------- | ---- |
| 1  | "Trouble"                    | - Bob Marley & The Wailers - "So Much Trouble in the World" | 5:33 |
| 2  | "Love And Inity"             |                                                             | 4:03 |
| 3  | "10,000 Chariots"            | - Ansell Collins - "Stalag 17"                              | 4:26 |
| 4  | "Old War Chant"              |                                                             | 4:07 |
| 5  | "Party Time"                 |                                                             | 4:13 |
| 6  | "Kingston 12"                | - Bob Marley & The Wailers - "Trenchtown Rock"              | 3:33 |
| 7  | "Keep On Grooving"           | - Bob Marley & The Wailers - "Keep on Moving"               | 4:35 |
| 8  | "Searching (So Much Bubble)" |                                                             | 4:58 |
| 9  | "One More Cup Of Coffee"     | - Bob Marley - "One Cup of Coffee"                          | 4:26 |
| 10 | "Julie"                      |                                                             | 3:36 |
| 11 | "Me Name Jr. Gong"           | - Bob Marley & The Wailers - "Crazy Baldhead"               | 3:50 |
| 12 | "Mr. Marley"                 |                                                             | 4:26 |

## Wydania
| Rok  | Nr katalogowy | Format | Wytwórnia               | Region |
| ---- | ------------- | ------ | ----------------------- | ------ |
| 1996 | 54177-2       | CD     | Lightyear Entertainment | USA    |
| 1996 | HBECD 20602   | CD     | Heartbeat Europe        | Europa |
| 1996 | B001023602    | CD     | Ghetto Youths United    | Kanada |

## Personel wykonawczy
Opracowano na podstawie źródła.

- Carlton Batts - mastering
- Cindy Breakspeare - fotografia, okładka
- Billie Brock - kompozytor
- Errol Brown - inżynier
- Robert Brownie - bębny
- Wilburn Cole - bębny, keyboard
- Grub Cooper - aranżacja wokalna
- Noel Davey - keyboard
- Sly Dunbar - bębny
- Earl Fitzsimmonds - keyboard
- Vincent Tata Ford - kompozytor
- Ghetto Youths Crew[7] - aranżacja, produkcja
- Keith Grant - inżynier
- Gina Homolka - grafika
- Bob Marley[8] - gitara, aranżacja
- Cedella Marley - wokal wspierający
- Damian Marley - aranżacja, producent, kompozytor, bębny, gitara basowa, gitara, wokal
- Julian Marley - gitara basowa, bębny, keyboard, wokal
- Robert Marley - gitara, aranżacja, grafika
- Rohan Marley - wokal
- Sharon Marley - wokal wspierający
- Stephen Marley - gitara, gitara basowa, wokal, wokal wspierający, kompozytor, producent, fotografia
- Ziggy Marley - wokal
- Carol McClaughlin - keyboard
- Christopher Meredith - gitara basowa
- Erica Newell - wokal wspierający
- Owen Reid - gitara, gitara basowa
- Ras Balie Reid - grafika, fotografia
- Alrick Thompson - inżynier
- The Wailers - aranżacja

## Notowania
| Notowanie         | Pozycja |
| ----------------- | ------- |
| Top Reggae Albums | 2       |